# Bila Krynytsia (Rivne)
Bila Krynytsia (ucraniano: Бі́ла Крини́ця; polaco: Biała Krynica) es un municipio rural y pueblo de Ucrania, perteneciente al raión de Rivne de la óblast de Rivne.
En 2020, el municipio tenía una población de 9802 habitantes, de los cuales unos tres mil vivían en el propio pueblo y el resto repartidos en diez pedanías. El municipio se fundó en 2020 mediante la fusión de los hasta entonces consejos rurales de Bila Krynytsia, Shúbkiv y Horodyshche. Además de estos tres pueblos, pertenecen al municipio otros ocho: Antópil, Hlynky, Horynhrad Druhi, Horynhrad Pershi, Dubý, Kótiv, Kruhle y Rysvyanka.
La localidad era originalmente una slobodá llamada "Heliesyn" (Гелєсин), fundada en el siglo XVIII sobre un antiguo pueblo llamado "Bila Krynytsia", cuya existencia se conoce desde el siglo XVI. Tras pasar a formar parte del Imperio ruso en la partición de 1795, con el tiempo el pueblo recuperó su topónimo antiguo, aunque durante mucho tiempo usó simultáneamente ambos topónimos. Fue una pequeña localidad rural hasta el siglo XX, cuando se desarrolló como una periferia urbana de Rivne. Hasta la fundación del actual municipio en 2020, Bila Krynytsia era sede de un consejo rural que únicamente incluía como pedanías a Antópil y Hlynky.
El pueblo se ubica en la periferia oriental de Rivne, en la salida de la ciudad de la carretera E40 que lleva a Zhytómyr y Kiev.